# Eisenbahnunfall von Guntershausen
Bei dem Eisenbahnunfall von Guntershausen fuhr am 5. November 1973 im Bahnhof Guntershausen in Nordhessen der DC 973 Ederland auf den Interzonenzug D 453 auf. 14 Menschen starben.

## Ausgangslage
Der Unfall ereignete sich auf der zweigleisigen elektrifizierten Strecke zwischen Kassel und Bebra. Die Deutsche Bundesbahn hatte auf der Strecke zwischen Kassel-Rengershausen und Guntershausen die Blockstelle (Bk) Buchberg mit sehr kurzen Blockabständen eingerichtet. So befand sich die Ausfahrsignalgruppe Rengershausen in km 10.98, die Signalgruppe des Blocks Buchberg in km 12.0, die Einfahrsignalgruppe Guntershausen bereits in km 13.0, der Bahnhof selbst in km 13.8. Von Rengershausen nach Guntershausen verlief die Strecke durch Laubwald und wies im Mittel ein Gefälle von 7 Promille auf.
Es herrschte Nieselregen. Der Interzonenzug D 453 von Mönchengladbach nach Leipzig Hauptbahnhof verließ mit 7 Minuten Verspätung um 14:18 Uhr den Hauptbahnhof Kassel. Er bestand aus 11 Wagen und war mit der Diesellokomotive 216 023 bespannt.
Der DC 973, bestehend aus sechs Reisezugwagen und gezogen von der Elektrolokomotive 110 243, folgte dem Interzonenzug im Blockabstand.
Bis zum Bahnhof Guntershausen nutzten beide Züge dieselbe Bahnstrecke. Erst im Bahnhof zweigt die Strecke nach Bebra (Laufweg des D 453) von der Main-Weser-Bahn ab (Laufweg des DC 973).

## Unfallhergang
Dem Lokomotivführer des voranfahrenden D 453 zeigte das Einfahrvorsignal des Bahnhofs Guntershausen „Langsamfahrt erwarten“. Damit wurde angekündigt, dass ab dem Einfahrsignal eine Geschwindigkeitsbegrenzung auf 40 km/h galt. Entsprechend versuchte der Lokomotivführer, seinen Zug abzubremsen, doch Laub, Nässe und Schmutz hatten einen Schmierfilm auf den Schienen gebildet. Als es ihm nicht gelang, den Zug ausreichend abzubremsen, wurde durch die Zugbeeinflussung Indusi eine Zwangsbremsung ausgelöst. Der Zug kam im nördlichen Bahnhofskopf des Bahnhofs Guntershausen zum Stehen, wobei die letzten Wagen noch nicht am  Einfahrsignal vorbeifahren waren. Somit war der Blockabschnitt der freien Strecke nicht vollständig vom D 453 geräumt, weshalb das rückwärtige Blocksignal Buchberg für nachfolgende Züge „Halt“ zeigte. Der Lokomotivführer meldete die Unregelmäßigkeit dem Fahrdienstleiter.
Nach abweichender Darstellung bei Ritzau, der sich nach eigenen Angaben auf die Ermittlungsakte der Staatsanwaltschaft Kassel (Az. 22 (6) Js 2235/73) stützt, kam D 453 aufgrund mehrerer Gleitschutzauslösungen nach Rengershausen mit dem Zugschluss 30 Meter hinter dem Einfahrsignal von Guntershausen zum Stehen. Der Triebfahrzeugführer (Tf) konnte sich den hohen Luftverbrauch nicht erklären und vermutete im Zug eine gezogene Notbremse. Tatsächlich dürften infolge der im betreffenden Zeitraum bemerkenswerten Schmierfilmbildung auf den Gleisen bei der im Gefälle erforderlichen Regulierbremsung gleitenden Achsen im Zug und das Auslösen des Gleitschutzes der Reisezugwagen den Druck in der Hauptluftleitung des Zuges so weit abgesenkt haben, dass es dem Tf nicht mehr möglich war, die Hauptluftleitung auf Regelbetriebsdruck zu halten. Dazu hätte die Druckluftanlage der Lokomotive den Druck in der Druckluftbremsanlage des Zuges ständig auf dem zum Lösen erforderlichen hohen Niveau halten müssen, was aber nach einem von dem damaligen Bundesbahn-Zentralamt verfassten Gutachten nicht möglich war, da die Häufung von Blockier- und Auslösevorgängen den Druck im Bremssystem in einer der Unterbrechung der Bremsleitung oder dem Ziehen der Notbremse vergleichbaren Weise absenkte.
Der nachfolgende DC 973 fuhr nach Auswertung der Indusiaufschriebe mit 119 km/h – zulässig waren 120 km/h – durch den Bahnhof Rengershausen. An dessen Ausfahrt zeigte das Blockvorsignal der Blockstelle Buchberg „Halt erwarten“. Darüber hinaus hielt der Wärter auf dem Stellwerk „Rengershausen Fahrdienstleiter (Rf)“ dem Triebfahrzeugführer eine Tafel mit einem Hinweis auf den vorausfahrenden D 453 hin. Der Lokomotivführer, der an diesem Tag von einem weiteren Triebfahrzeugführer zum Streckenkundeerwerb begleitet wurde, leitete eine Bremsung zunächst nur mit der elektrodynamischen Bremse der  Lokomotive ein. Aber auch hier lag nasses Laub im Nieselregen auf den Schienen, sodass es ihm trotz eines zur Verfügung stehenden Bremsweges von 1580 Metern nicht gelang, den Zug ausreichend zu verzögern. Als DC 973 am „Halt“ zeigenden Blocksignal Buchberg vorbeirutschte, wurde auch hier durch die Indusi eine Zwangsbremsung ausgelöst. Weil bereits die stärkstmögliche Bremskraft eingesteuert war, ergaben sich keine Auswirkungen auf die Bremswirkung mehr. Erst kurz vor dem Aufprall sandete der Triebfahrzeugführer der Ellok 110 243-3. Letztlich konnte die Geschwindigkeit des DC 973 bis zum Anprall an den letzten Wagen des D 453 auf ca. 40 km/h reduziert werden.

## Folgen
Durch den Anprall des DC 973 wurde D 453 um 15 Meter in Fahrtrichtung vorgeschoben. Der letzte Personenwagen, ein blauer 1.-Klasse-Wagen der Gattung Am202, wurde stark zusammengequetscht. 14 Menschen starben, 65 weitere wurden verletzt. Unter den Toten befanden sich auch der Fahrplandezernent der damaligen Bundesbahndirektion Kassel sowie der Triebfahrzeugführer der Ellok 110 243-3, der zunächst schwer verletzt geborgen worden war.
Die erste Unfallmeldung wurde telefonisch um 14:34 Uhr abgesetzt, um 14:40 Uhr wurde Katastrophenalarm ausgelöst. In einem Großeinsatz von Feuerwehr und Rettungsdiensten wurden eingeklemmte Reisende befreit, Verletzte versorgt und die Toten geborgen. Die Strecke blieb einen Tag lang gesperrt. Die Untersuchung der unfallbeteiligten Fahrzeuge im Rahmen des durch die Staatsanwaltschaft Kassel geführten Ermittlungsverfahrens ergab Flachstellen von 0,3 bis 1,4 mm Tiefe an allen Rädern der Ellok des DC 973 sowie bis zu 230 mm lange Flachstellen an fünf der sechs Reisezugwagen dieses Zuges. Ohne Flachstellen blieb lediglich ein Reisezugwagen, der über Radsätze mit Scheibenbremsen verfügte, da hier aufgrund eines günstigeren Verhältnisses zwischen Luftvorratsbehälter und Bremszylinder die Gleitschutzeinrichtung bis zum Stillstand arbeiten konnte. Die Lokomotive 110 243-3 des DC 973 konnte später repariert werden.
Die im Rahmen des Ermittlungsverfahrens ebenfalls erfolgte Untersuchung der Fahrtverläufe der Züge, die vor D 453 die Strecke befahren hatten, ergab, dass eine Reihe von Zügen im relevanten Zeitraum im vom Unfall betroffenen Streckenabschnitt wegen nicht mehr zu lösender Bremsen und infolge einer Zwangsbremsung zum Stehen gekommen waren. Eine systematische Information der Zugpersonale über diese Vorfälle durch die Kasseler Betriebsleitung, die von den Zwangsbremsungen Kenntnis hatte, war nicht erfolgt. Von besonderem Interesse ist in diesem Kontext die Aussage des Tf von D 371 mit Tfz 112 504-6, der in Kassel um 9:51 Uhr abgefahren war. Dieser habe wegen Verspätung die im Buchfahrplan angegebenen Höchstgeschwindigkeiten ausgefahren und den Bahnhof Rengershausen mit abgeschalteter Antriebsleistung passiert. Wegen „Vr 0“ an der Ausfahrsignalgruppe (= „Halt erwarten“ in Bk Buchberg) habe er mittels einer kombinierten Vollbremsung, d. h. Bremsung mit elektrischer und mit Luftdruckbremse, sowie einer instinktiven Betätigung des Kipptasters „Alle Achsen sanden“, weil nach seinen Angaben „die Blätter fielen wie die Schneeflocken“, den Zug mit der Spitze des Tfz ca. 70 Meter vor dem Signal des Bk Buchberg anhalten können.
Nach dem Unfall bestand lange zwischen Rengershausen und Guntershausen eine Geschwindigkeitsbeschränkung auf 80 km/h. Heute (Stand 2021) darf die Strecke von Fahrzeugen mit Magnetschienenbremse wieder mit bis zu 110 km/h befahren werden. Auch werden die Gleise hier bei entsprechendem Wetter regelmäßig mit hohem Druck freigespritzt.